# Copa Webb Ellis
La Copa Webb Ellis és el trofeu atorgat al guanyador de la Copa del Món de Rugbi, la màxima competició internacional del rugbi a 15. La Copa pren el nom de William Webb Ellis a qui s'acredita com l'inventor del rugbi. El trofeu és de plata daurada i s'ha entegrat al guanyador de la Copa del Món de Rugbi des de la primera edició l'any 1987. El trofeu de 38 centímetres pesa 4,5 kg, és de plata daurada i és recolzat per dues nanses. En un dels mànecs hi ha el cap d'un sàtir, mentre que de l'altra, és el cap d'una nimfa. A primera vista es poden llegir les inscripcions d'Internacional Rugby Board i The Webb Ellis Cup. La Copa Webb Ellis també es denomina (incorrectament) com el trofeu Webb Ellis" o col·loquialment com Bill", un sobrenom encunyat pels guanyador de l'edició de 1991, els Wallabies.

## Història
Existeixen dues cópies del trofeu que s'usen indistintament. L'original fou feta pel taller Garrard & co l'any 1906. Garrards fou nomenat joier de la corona l'any 1843 per la reina Victòria. Garrard, també fou el dissenyador d'altres trofeus esportius com la Copa del Royal Yacht Squadron presentada l'any 1848 pel Marquès d'Anglesey o la Copa Amèrica de vela, des del primer guanyador de la Copa l'any 1851. La Copa Webb Ellis és còpia victoriana d'una tassa feta l'any 1740 per l'orfebre Paul de Lamerie (1688-1751), els pares del qual, hugonots, havien fugit a Londres per muntar una botiga al Soho.
El seu ús al torneig es va produir quan John Kendall-Carpenter, exdavanter d'Anglaterra i organitzador de la primera Copa del Món de Rugbi i Bob Weighill, el secretari de la International Rugby Board i també exdavanter d'Anglaterra, van visitar Garrard & Co, el joier de la corona al Regent Street de Londres. El seu director Richard Jarvis, els va ensenyar la copa i aquest la van triar conjuntament amb altres membres de la IRB.